# Bergssjön, Ångermanland
För andra betydelser, se Bergsjön (olika betydelser).
Bergssjön är en sjö i Örnsköldsviks kommun i Ångermanland och ingår i Gideälvens huvudavrinningsområde. Sjön har en area på 2,3 kvadratkilometer och ligger 218 meter över havet. Bergssjön ligger i Hemlingsån Natura 2000-område. Sjön avvattnas av vattendraget Hemlingsån.

## Delavrinningsområde
Bergssjön ingår i det delavrinningsområde (706620-162847) som SMHI kallar för Utloppet av Bergssjön. Medelhöjden är 283 meter över havet och ytan är 17,13 kvadratkilometer. Räknas de 42 avrinningsområdena uppströms in blir den ackumulerade arean 220,33 kvadratkilometer. Hemlingsån som avvattnar avrinningsområdet har biflödesordning 2, vilket innebär att vattnet flödar genom totalt 2 vattendrag innan det når havet efter 66 kilometer. Avrinningsområdet består mestadels av skog (77 procent). Avrinningsområdet har 2,37 kvadratkilometer vattenytor vilket ger det en sjöprocent på 13,8 procent.